# Girolle
Cantharellus cibarius · Girole
Pour les articles homonymes, voir Girolle (homonymie).
Espèce

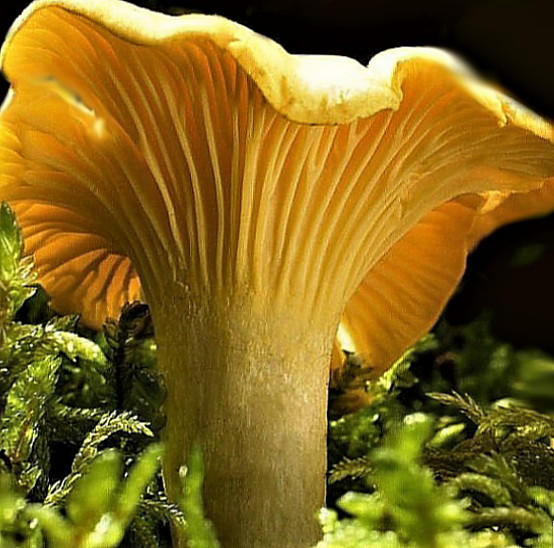
Cantharellus cibarius - Hyménium plissé de girolle = fausses lamelles

Cantharellus cibarius, en français girolle ou girole, aussi appelée chanterelle commune, est une espèce de champignons basidiomycètes de la famille des Cantharellaceae. Ce champignon, très commun dans tout l'hémisphère nord, est un excellent champignon comestible, parmi les plus connus et les plus recherchés. L'analyse phylogénique montre que les différentes sous-espèces jadis distinguées au sein de cette espèce peuvent être élevées au rang spécifique,,.

## Taxonomie et nomenclature

### Binome actuel
Espèce : Cantharellus cibarius Fr. : Fr., 1821

#### France
L'inventaire 2020 reconnait dix variétés et une forme :
- Forme : Cantharellus cibarius f. pallidus R. Schulz
- Variété : Cantharellus cibarius var. albidus Maire
- Variété : Cantharellus cibarius var. amarescens Piane
- Variété : Cantharellus cibarius var. atlanticus Romagn., 1995
- Variété : Cantharellus cibarius var. bicolor Maire
- Variété : Cantharellus cibarius var. flavipes (Heim) Corner ex Eyssartier & Buyck
- Variété : Cantharellus cibarius var. pallidus Schaeff.
- Variété : Cantharellus cibarius var. rufipes (Gillet) Cooke, 1883
- Variété : Cantharellus cibarius var. salmoneus Corbière
- Variété : Cantharellus cibarius var. squamulosus (Blytt) Eyssartier & Buyck
- Variété : Cantharellus cibarius var. umbrinus (Heim) Corner ex Eyssartier & Buyck

### Amériques
Traditionnellement, toutes les chanterelles jaunes ou dorées de l'ouest de l'Amérique du Nord étaient rapportées au Cantharellus cibarius Fr. (1821) d'Europe. Cependant, les analyses moléculaires ont montré qu'il s'agit d'un groupe d'espèces apparentées. En 1997, la chanterelle dorée du pacifique Cantharellus formosus (en) et Cantharellus cibarius var. roseocanus ont été distinguées, suivies par Cantharellus cascadensis en 2003 et Cantharellus californicus en 2008.

### Synonymes
- Agaricus alectorolophoides Schaeff. 1774
- Agaricus chantarellus Bolton 1788
- Agaricus chantarellus L. 1753
- Alectorolophoides cibarius (fr.) Anon.
- Cantharellus alborufescens (Malençon) Papetti & S. Alberti 1999
- Cantharellus cibarius var. albidus Maire 1937
- Cantharellus cibarius var. alborufescens Malençon 1975
- Cantharellus cibarius var. albus Fr. 1937
- Cantharellus cibarius var. bicolor Maire 1937
- Cantharellus cibarius var. cibarius Fr.. 1821
- Cantharellus cibarius var. flavipes (R. Heim) Corner 1966
- Cantharellus cibarius flavipes R. Heim 1960
- Cantharellus cibarius var. flavipes R. Heim ex Eyssart. & Buyck 2000
- Cantharellus cibarius var. nanus (R. Heim) Corner 1966
- Cantharellus cibarius nanus R. Heim 1960
- Cantharellus cibarius var. neglectus (M. Souché) Sacc. 1905
- Cantharellus cibarius f. neglectus M. Souché 1904
- Cantharellus cibarius var. pallidus R. Schulz 1924
- Cantharellus cibarius var. Salmonée L. Corb. 1929
- Cantharellus cibarius var. umbrinus (R. Heim) Corner 1966
- Cantharellus cibarius umbrinus R. Heim 1960
- Cantharellus edulis Sacc. 1916
- Cantharellus neglectus (M. Souché) Eyssart. & Buyck 2000
- Cantharellus pallens Pilat 1959
- Cantharellus rufipes Gillet 1874
- Cantharellus vulgaris Gris 1821
- Chanterel alectorolophoides (Schaeff.) Murrill 1910
- Chanterel chantarellus (L.) Murrill 1910
- Craterellus cibarius (Fr.) Quel. 1888
- Merulius alectorolophoides (Schaeff.) JF Gmel. 1792
- Merulius chantarellus (L.) Scop. 1772
- Merulius cibarius (fr.) Westend. 1857

### Phylogramme du clade des Cantharelloïdes
Les études distinguent six espèces de chanterelles en Amérique du Nord, mais aucune analyse phylogénétique permettant de comprendre la filiation des chanterelles européennes n'a encore été réalisée.
Phylogramme du clade des Cantharelloïdes, position de Cantharellus cibarius
- - Sistotrema confluens MRCA
  - Hydnum species
    - Craterellus tubaeformis
    - Craterellus species
      - Craterellus cornucopioides
        - Cantharellus
        - Cantharellus appalachensis
          - Cantharellus minor

        - Cantharellus cinnabarinus
        - Cantharellus lateritius
          - Cantharellus persicinus
            - Cantharellus cibarius sensu lato
            - Cantharellus formosus, (Ouest États-Unis, feuillus)
              - Cantharellus cascadensis : (Ouest États-Unis)
              - Cantharellus californicus : (Ouest États-Unis, forêt de Pseudotsuga menziesii), Position probable
                - Cantharellus cibarius sensu stricto (Europe, forêt de Bouleaux, et de Conifères)
                  - Position du clade européen
                    - 25 espèces[11],[12]

                - Cantharellus roseocanus, (Ouest États-Unis, forêt de Pinus muricata)

              - Cantharellus subalbidus[13], (Ouest États-Unis, forêt de Quercus agrifolia)

En 2015, d'autres études phylogéniques entreprises pour caractériser au niveau taxonomique, des girolles de couleurs allant du blanc à l'orange, ont confirmé l'identification de plusieurs espèces différentes.

## Noms vernaculaires
Henri Romagnesi fournit une liste impressionnante d'appellations dans la langue vulgaire et les patois de France : Chanterelle, chanterelle comestible, chanterelle commune, aoureilleto, areglietta, bouche-de-lièvre, boulingoulo, brigoule, cassine, cheveline, chevrelle, chevrille, chevrette, chevrotte, chevrotine, corne d'abondance, craterelle, crête-de-coq, cresta del Gal, crobilio, crobillo, escargoule, escraville, escrobillo, essau, gallet, gallinace, gerille, ginestrolle, gingoule, ginistrolle, ginistrolle, giraudet, giraudelle, girolle, gyrolle, girole, girondelle, grillo, jaunelet, jaunette, jaunire, jauterelle, jaunotte, jeannelet, jerilia, jirboulette, jorille, lacesseno, lechocendres, lechocendré (lèche-cendres), mérule, moelle-de-terre, mousseline, oreille de lièvre, roubellou, roussette, roussotte, roussonne, tournebous, tornebous, tourne-bœuf.
Provençal : Auriheto de Kermes, Geriho.
Anglais : chanterelle
La girolle est rarement appelée la 'Chanterelle ciboire. Les noms français binominaux calqués sur le nom savant sont souvent de « faux noms vernaculaires », reflétant la synonymie ou l'ambiguïté en mycologie. Ici, peut-être une attraction ou confusion entre « cibarius » et ciboire…[réf. nécessaire]
Souvent nommée Chanterelle commune, elle compte plus de 60 noms vernaculaires régionaux tels que chevrette, crête de coq, roussette, jauniré, jaunotte (en Lorraine), gallinace...
Au XIXe siècle, son nom scientifique était traduit en français « Mérule chanterelle » (Merulius cantharellus Pers,), mais la taxonomie différencie désormais clairement la girole des mérules, ces redoutables champignons des maisons.
Le nom de girolle serait tiré du latin gyrus « cercle », la tête de ce champignon en forme de corolle semblant décrire un mouvement de révolution.

## Description du sporophore

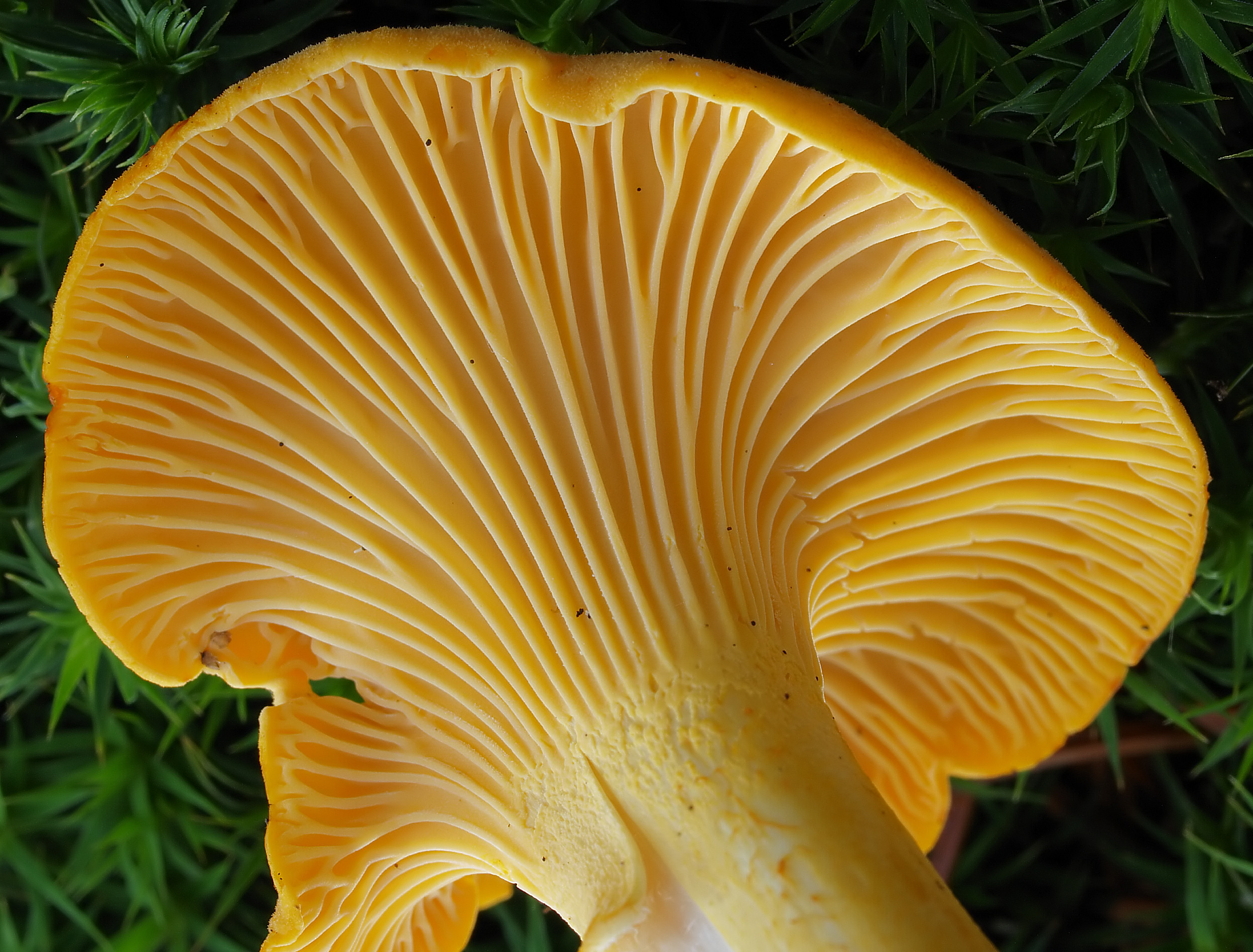
Hyménium typique de la girolle

Chapeau de 4 à 10 cm de diamètre, d'abord convexe puis s'aplatissant et se creusant en coupe ou calice, pour devenir typiquement infundibuliforme. Cuticule jaune pâle à jaune d'œuf plus ou moins orangé ; marge un peu enroulée, sinueuse et même lobée.
Hyménium concolore, constitué, comme chez toutes les espèces du genre Cantharellus, de plis lamelliformes ramifiés et interveinés, très décurrents sur le pied.
Pied de 4 à 7 cm de haut, également de la couleur du chapeau quoique parfois plus clair, se courbant et s'amincissant souvent en allant vers la base.
Chair épaisse, un peu fibreuse dans le pied, blanc crème, rarement véreuse, plutôt ferme mais éventuellement imbue après des pluies répétées.
Odeur fruitée, parfois comparée à celle de la mirabelle, mais surtout proche de l'abricot. Saveur dite « douce » (au sens des mycologues = non âcre ni amère, donc « neutre »). Selon Roger Heim, Ramain, Fauvel… la girole fraîche et crue a une saveur acidulée caractéristique, devenant très agréable après la cuisson.
Sporée jaune pâle.

## Espèces proches et confusions possibles
Cantharellus cibarius est un champignon très polymorphe, « elle compte presque autant de formes et variétés que d'arbres avec lesquels elle vit en affinité ». L'une de ces variétés a été élevée au rang d'espèce distincte sous le nom de Cantharellus californicus. Toutes sont également comestibles.
Des confusions plus dangereuses peuvent survenir avec la fausse girolle (Hygrophoropsis aurantiaca), éventuellement laxative, ou, dans les régions méridionales, avec le pleurote de l'olivier (Omphalotus olearius), toxique. En ce qui concerne la première, on retiendra son habitat exclusif sous conifères, sa couleur plus orangée, son hyménium lamellé et non en plis, sa chair flasque. En ce qui concerne le second, outre son habitat, on retiendra sa poussée en touffes (sur souches et non au sol) et sa couleur plus cuivrée.

## Habitat
Cantharellus cibarius pousse dans les contrées tempérées, sous les arbres feuillus (bouleau) comme sous résineux, plutôt sur terrain acide, du tout début de l'été à la fin de l'automne selon les régions : de la mi-juillet à mi-septembre au Québec, de la fin du mois d'août à la fin d'octobre dans les Ardennes. Elle disparaît aux premières gelées mais peut se récolter à Noël près de la Méditerranée. Elle est parfois grégaire et est fidèle à ses emplacements.
Selon la littérature, le spectre d’hôtes de Cantharellus cibarius semble très large, incluant des genres tels que Pinus, Picea, Castanea, Betula, Quercus, Corylus, Pseudotsuga, Eucalyptus et Shorea. En raison du fait que les chanterelles se rencontrent dans des environnements variables tels que les forêts d’altitude de bouleaux, ou bien les forêts sèches ou humides d’épicéa, il est très difficile de préciser les conditions écologiques où elles peuvent se développer. Des observations en forêt et des essais suggèrent que le mycélium se développe bien dans le sol entre 0 et 10 centimètres de profondeur. Il semble préférer les sols bien drainés, une faible disponibilité en azote et un pH compris entre 4 et 5,5.

## Reproduction
Les fructifications sont très longévives et peuvent persister un mois ou plus, ce qui contraste avec beaucoup de champignons à lamelles dont les sporophores ne survivent pas plus d’une semaine. Les sporophores de chanterelles atteignent leur taille définitive en une à deux semaines. Après cette période, l’hyménium produisant les spores continue cependant à se développer. À titre de comparaison, chez les agarics, la mise en place de l’hyménium fertile se fait en une seule fois. Le nombre de spores produites par un agaric en un jour est plus élevé que celui produit par une chanterelle pendant toute sa période de vie. La plupart des champignons à lamelles sont très rapidement attaqués par des larves d’insectes, même si la durée de vie du carpophore est courte. Les chanterelles restent peu attaquées par ces larves, ce qui est important pour la production de spores qui est très lente. Les raisons de cette protection contre les larves d’insectes sont inconnues. Du fait que les chanterelles produisent peu de spores et que ces spores ont une faible viabilité, la dispersion semble aléatoire.

## Régression
Les giroles semblent régresser en Europe,, alors que la demande est en augmentation. En Autriche, aux Pays-Bas et en Allemagne, Cantharellus cibarius est sur la liste des espèces rares et en danger.
Diverses hypothèses ont été émises pour expliquer pourquoi Cantharellus cibarius est en voie de régression en Europe centrale. Selon Arnolds (1991), Egli et al. (1990) et Norvell (1995), la récolte n’aurait aucun impact. Cependant, le piétinement pourrait détruire les primordia. Des chercheurs hollandais ont montré, par comparaison de cartes, qu’il y existait une corrélation entre les dépôts soufrés et la disparition de la chanterelle (Jansen et van Dobben, 1987). Aucune preuve scientifique n’a cependant été apportée. Les expériences non publiées de Simon Egli montrent que, huit ans après une coupe à blanc dans un site à chanterelle, aucune fructification n’a été observée. Il n’a cependant pas été démontré que le mycélium était mort. D’autres facteurs, comme une diminution de la fourniture de carbone par remplacement d’arbres adultes par de jeunes arbres, ou la modification des conditions microclimatiques, pourraient expliquer l’absence de fructification. Les dépôts azotés pourraient avoir un impact non négligeable sur le développement du mycélium ectomycorrhizien. Beaucoup de champignons ectomycorrhiziens semblent connaître des difficultés de régulation dans l’absorption de l’azote. Des dépôts azotés importants pourraient entraîner une demande accrue en composés carbonés. Aux Pays-Bas, dans des secteurs où la chanterelle disparaît, l’enlèvement de la surface du sol enrichi en azote stimule la fructification.

## Comestibilité

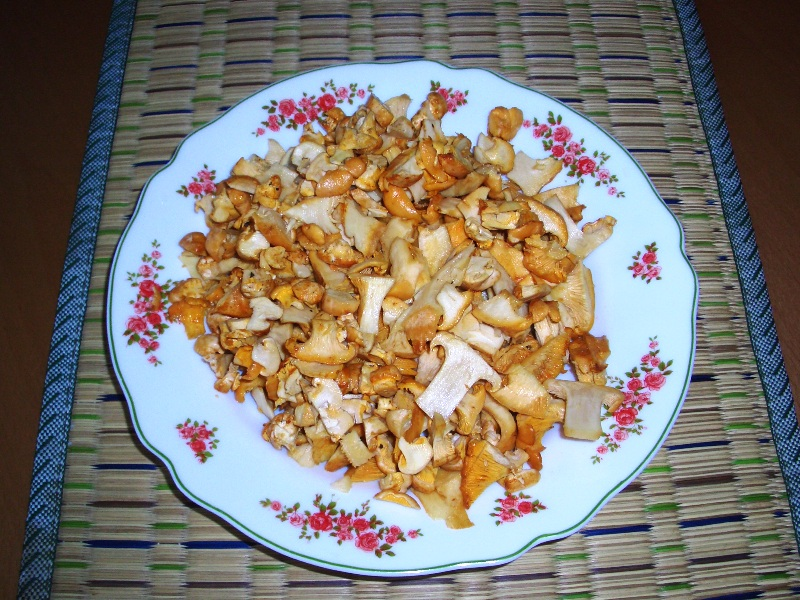

La girolle est un champignon comestible unanimement apprécié quels que soient les pays ou la culture. Elle fait partie de la liste des champignons comestibles établie par le Ministère de l'économie en France. Ce fait s’explique partiellement par ses caractéristiques morphologiques et sa pigmentation jaune qui la rendent facilement identifiable. Ses qualités gustatives en font un champignon de choix dans l’art culinaire et contribuent pour l’essentiel à sa réputation.
Sa chair épaisse est toujours saine, restant croquante et goûteuse après cuisson. L'épithète spécifique que lui ont donnée les premiers mycologues cibarius, comestible, dans le sens de nourriture commune (non raffinée), atteste sa consommation courante.
Il convient toutefois de la préparer avec soin, d'abord en éliminant la base du pied sur le lieu de cueillette pour rapporter un minimum de terre, puis en nettoyant soigneusement le chapeau et surtout les plis, souvent piquetés de terre et de brindilles, idéalement sans mouiller le champignon (pinceau). Certains considèrent qu'il ne faudrait pas le faire tremper.[réf. nécessaire].
Ensuite les girolles sont généralement coupées en petits morceaux et poêlées au beurre ou à l'huile. Elles peuvent accompagner une simple omelette ou se prêter à des préparations plus élaborées : en accompagnement de viandes, de poissons fins ou bien en entrées : croustades etc..
Elles se prêtent également bien à la macération ou à la dessiccation,.
L'espèce a la capacité de concentrer du césium 137.
Chaque année en France ou au Québec sont ramassées plus de mille tonnes de ce champignon. Ce n'est paradoxalement pas la girolle la plus récoltée : en effet, la plus commune est la Girolle pruineuse (espèce parfois classée comme synonyme), « qui se distingue par un chapeau pâle et une chair qui roussit lentement à la coupe ».

## Biochimie
Les chanterelles présentent un taux relativement élevé en vitamine C (0,4 mg / g de poids frais), très élevé en potassium (environ 0,5 %, en poids sec), et figurent parmi les plus riches sources de vitamine D connues, avec l'ergocalciférol (vitamine D2) aussi haut que 2500 UI / poids de 100 grammes frais. La recherche scientifique suggère chez la chanterelle de puissantes propriétés insecticides qui seraient inoffensives pour les êtres humains et qui, pourtant, protègent le sporophore des insectes et autres organismes potentiellement nuisibles.

## Commercialisation, essais de culture
La régression des girolles en Europe occidentale a conduit à l’importation de chanterelles d’Europe de l’Est (Danell 1994). Ces dernières années[Quand ?], des quantités importantes de chanterelles ont aussi été importées d’Amérique du Nord (Schlosser et Blatner, 1995).
La maîtrise de la culture d’un champignon aussi prestigieux que la chanterelle étant un vieux rêve, son actuelle situation en Europe a conduit à entreprendre des recherches intensives sur sa physiologie, son écologie et les techniques de culture. Des avancées réelles ont été effectuées dans la maîtrise de ce champignon.
Un des principaux obstacles au démarrage des travaux de recherche sur la chanterelle est dû au fait que les sporophores sont toujours contaminés par de très nombreux micro-organismes et plus particulièrement par des bactéries appartenant aux pseudomonas fluorescents. En 1988 du mycélium a pu être isolé en culture pure. Pour obtenir des mycorhizes, le mycélium est cultivé en milieu liquide. Une suspension d’hyphes est ensuite apportée à de jeunes semis de pin sylvestre cultivés en conditions axéniques avec une solution nutritive contenant du glucose. Lorsque les mycorhizes sont formées, les semis sont transférés en pots de culture non stériles. Ces pots sont placés dans une serre. Après un an, le mycélium extra-matriciel des mycorhizes est suffisamment développé pour donner naissance à des carpophores. Ce n'est qu'en 1997 que les premiers sporophores (6 spécimens) ont été produits sous serre. Les recherches actuelles sont orientées vers l’optimisation des conditions d’environnement en serre. Une compagnie suédoise a tenté d’adapter la technique pour la commercialisation, sans grand succès. Les meilleures souches de Cantharellus cibarius ont été déposées auprès de la Communauté européenne.

## Galerie

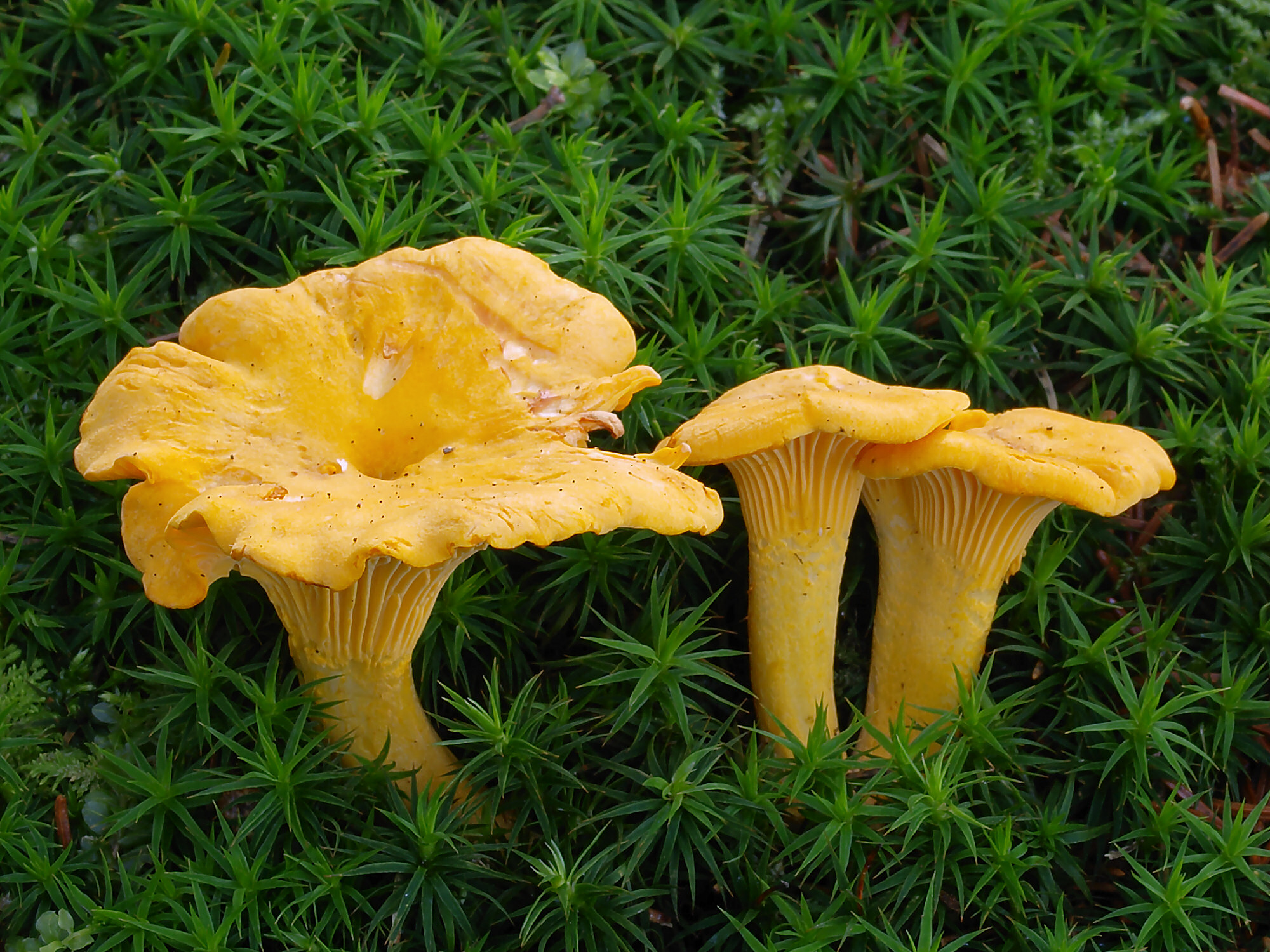
Spécimens adulte et jeunes
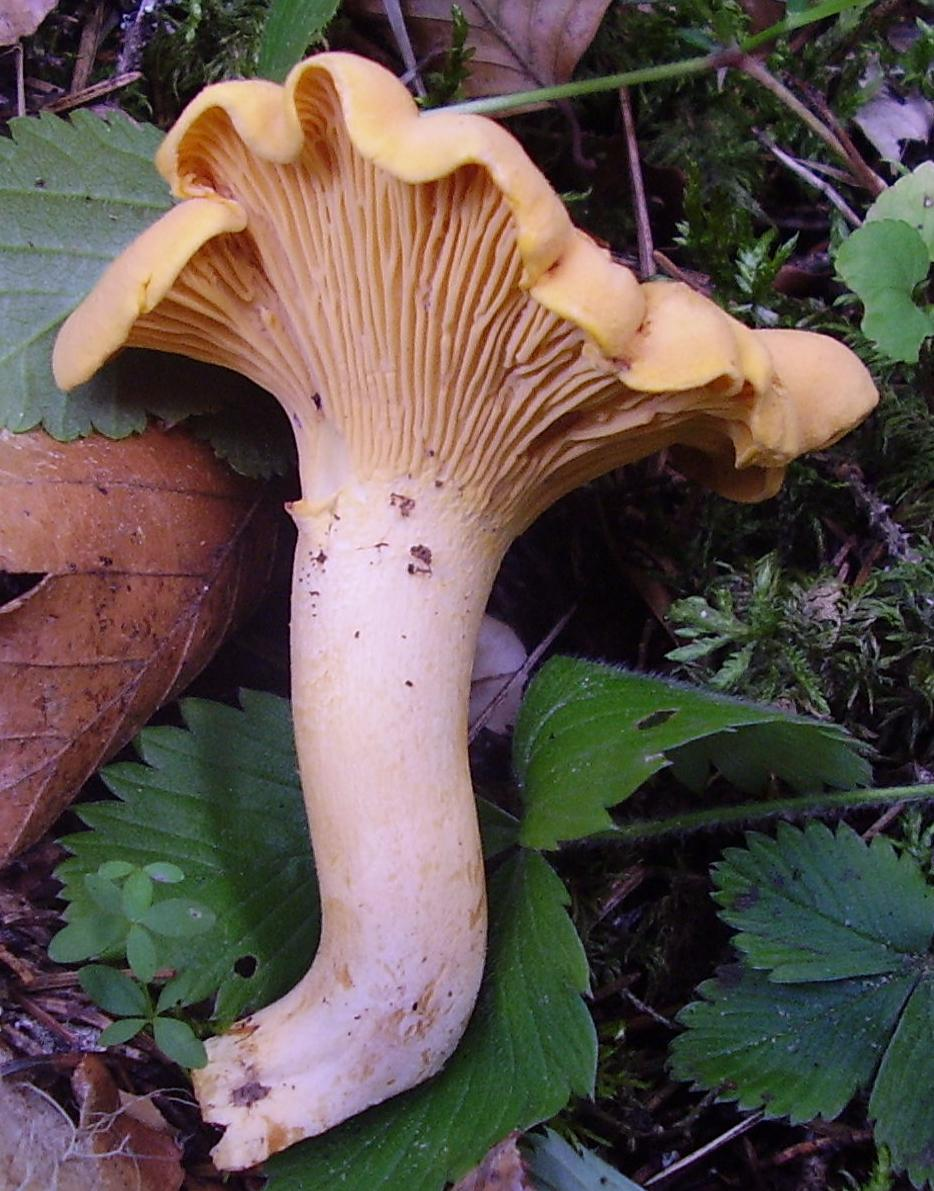
Spécimen au pied nettement plus clair que le chapeau
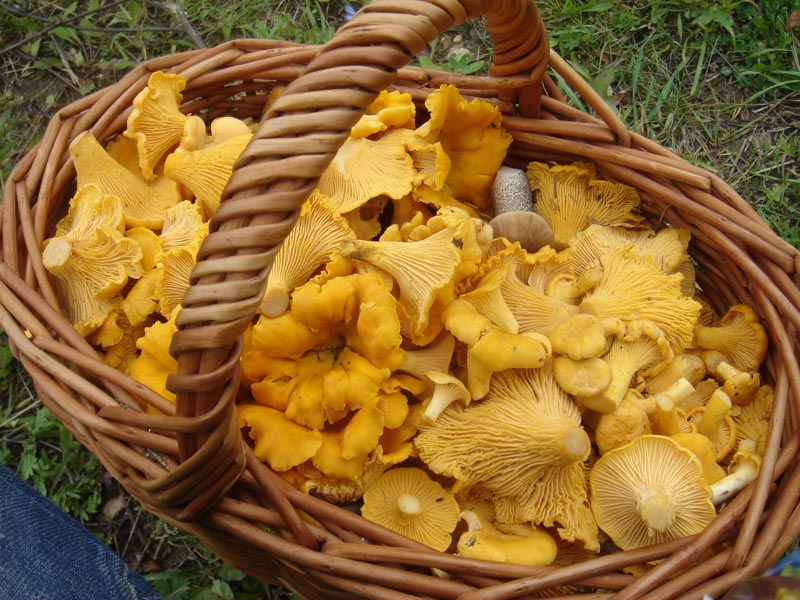
Panier de girolles, pieds coupés (avec en prime un petit bolet rude)
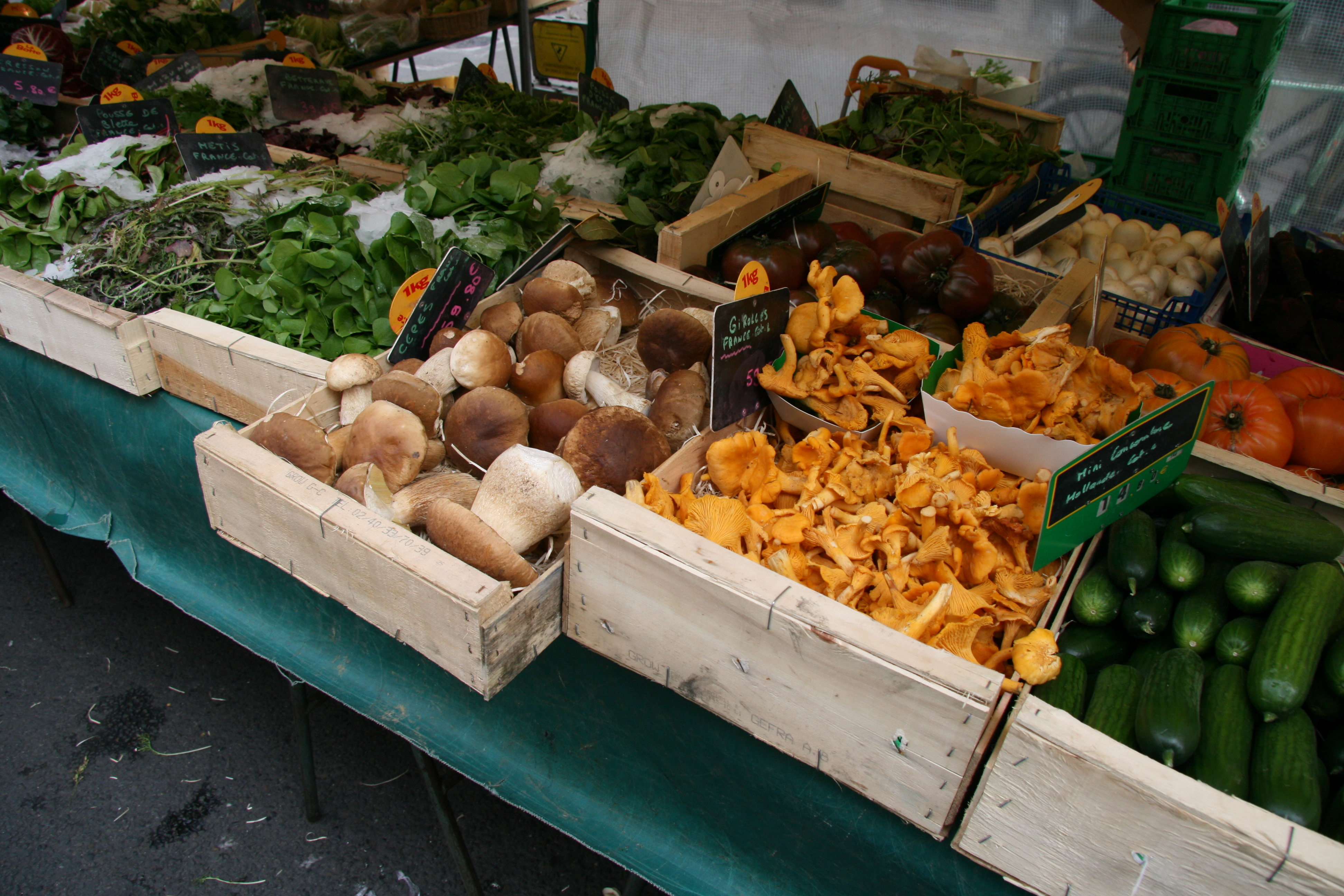
Cèpes et girolles sur un marché de Montmartre

## Publication originale
- Fries, « Cantharellus cibarius », Syst. Mycol., vol. 1,‎ 1821, p. 318